# Square Henri-Collet
Le square Henri-Collet est un square du 16e arrondissement de Paris, dans le quartier d'Auteuil.

## Situation et accès
Le site est accessible par les 24-32, rue Gros, le 15, rue La Fontaine et le 5, place du Docteur-Hayem.
Il est desservi par la ligne 10 à la station Mirabeau et par la ligne C du RER à la gare de l'avenue du Président-Kennedy.

## Origine du nom
Il rend hommage à Henri Collet (1885-1951), professeur de littérature espagnole au lycée Janson-de-Sailly, compositeur et critique musical français.

## Bâtiments remarquables et lieux de mémoire
- Le square accueille une fontaine.

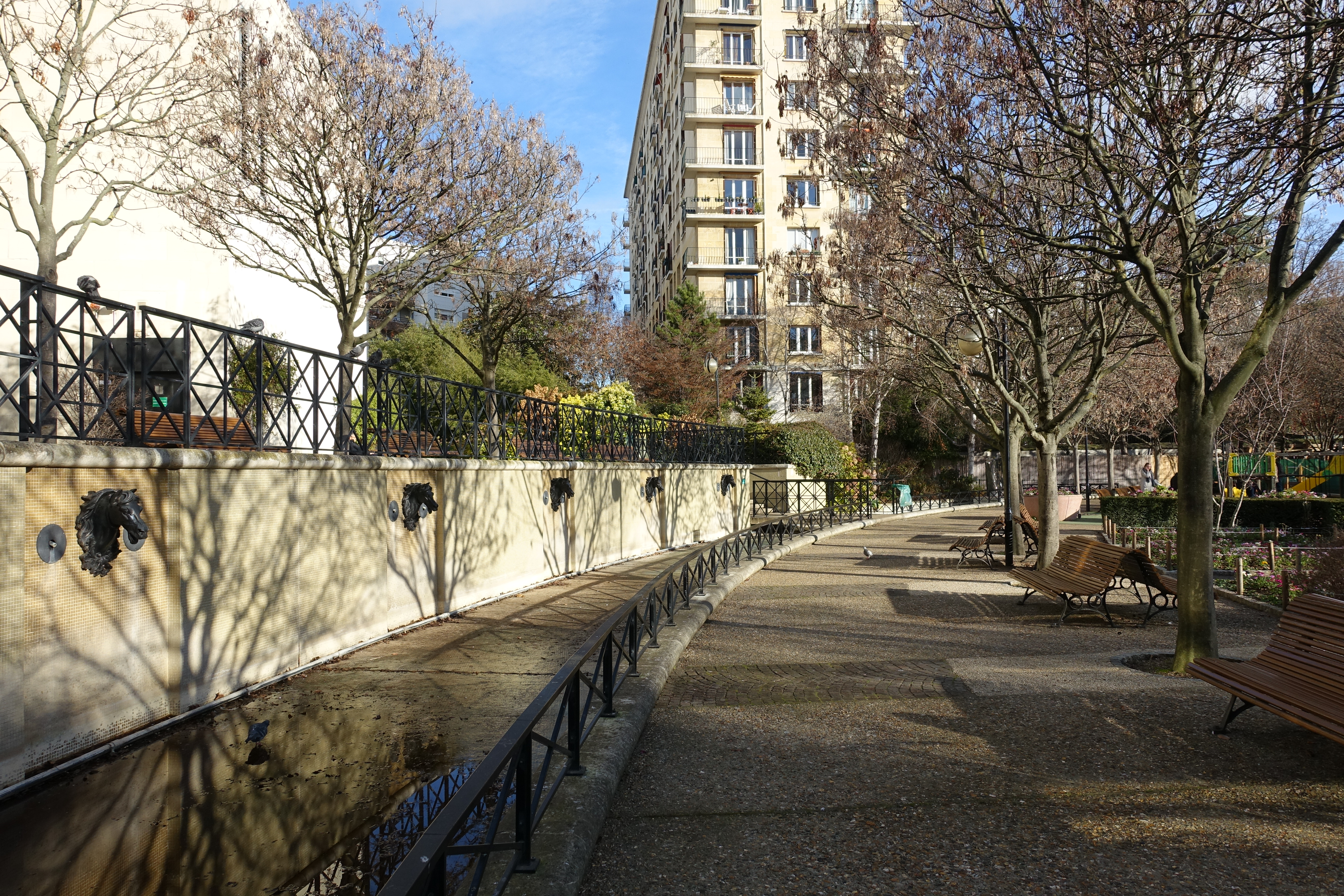
Fontaine.